# Synagoga w Wyszogrodzie
Synagoga w Wyszogrodzie – zbudowana w XVIII, przy ul. Wiślanej 3, według projektu znanego architekta Dawida Friedländera. Podczas I wojny światowej uległa częściowemu zniszczeniu, była remontowana w latach 1919-1929. W czasie II wojny światowej w 1939 niemieccy hitlerowcy zburzyli synagogę. Obecnie na miejscu synagogi znajduje się park miejski.

## Architektura
Orientowany budynek synagogi wybudowano na skraju wysokiej skarpy wiślanej. Sala główna była poprzedzona od strony zachodniej sienią z galerią dla kobiet na piętrze (babiniec). Całość przekryto dachem dwukondygnacyjnym, czterospadowym krytym blachą. Wzdłuż ścian bocznych znajdowały się niskie przybudówki, pełniące prawdopodobnie rolę babińców, przekryte dachami pulpitowymi, które w znacznej części zasłaniały okna boczne sali głównej. W narożnikach sąsiadujących z sienią znajdowały się dwa podwyższone aneksy kryjące schody na piętro.
Elewacje podzielono na dwie kondygnacje, odpowiadające wewnętrznemu układowi pomieszczeń: cokołową, boniowaną o wysokości sieni i bocznych babińców oraz górną, podzieloną na ścianach szczytowych parami pilastrów na trzy przęsła, a na ścianach bocznych pilastrami pojedynczymi na cztery przęsła (trzy przęsła sali i jedno babińca).
Sala główna na planie zbliżonym do kwadratu w świetle ścian ok. 16,0 x 14,5 m, o dłuższej osi biegnącej poprzecznie do głównej osi budynku, zagłębiona poniżej poziomu podłogi sieni. Jej wysokość ok. 9,8 m. Na środku sali stały cztery wysokie słupy o kwadratowym przekroju z nałożonymi pilastrami. Między nimi i odpowiadającymi im pilastrami naściennymi rozpięte były sklepienia dzielące przekrycie sali na dziewięć pól. Środkowe z nich stanowiło sklepienie żaglaste, a pozostałe sklepienia krzyżowe.
Aron ha-kodesz prawdopodobnie także dzieło projektanta świątyni. Powstał w 1810. Osadzony na wspornikach, szeroki na ok. 6,5 wypełniał całe środkowe przęsło ściany wschodniej i przedstawiał fronton wyimaginowanej Świątyni Jerozolimskiej.
Dolna kondygnacja składała się z pięcioprzęsłowej kolumnady z par kolumn połączonych arkadami. W części środkowej trochę szerszej i wysuniętej ku przodowi znajdowała się szafa na rodały i przęsła z dwoma rzędami wnęk. W dolnych ornamentyka roślinna ze zwierzętami, w górnych instrumenty muzyczne. Górna kondygnacja była trójprzęsłowa podzielona przez pojedyncze kolumienki. Część górna (nadstawa) zwieńczona koroną podtrzymywaną przez dwa lwy. Bima była na ośmiobocznym podium otoczonym drewnianą balustradą, na które wchodziło się po pięciu stopniach. 